# Louis Wilhelme
Louis Eugène Edmond Wilhelme  (né le 9 juin 1900 à Nantes et mort le 20 septembre 1966 à Orléans) est un athlète français, spécialiste du saut en longueur et du triple saut.

## Biographie
Il remporte quatre titres de champion de France : trois au saut en longueur en 1922, 1923, et 1924, et un au triple saut en 1922. Il améliore à deux reprises le record de France du saut en longueur en le portant à 7,08 m en 1923 puis 7,12 m en 1924.
Il participe aux Jeux olympiques de 1924, à Paris, où il termine 5e du saut en longueur, et 17e du triple saut.

### Palmarès
- Championnats de France d'athlétisme :
  - vainqueur du saut en longueur en 1922, 1923 et 1924
  - vainqueur du triple saut en 1922

### Records
| Épreuve          | Performance | Lieu | Date |
| ---------------- | ----------- | ---- | ---- |
| Saut en longueur | 7,12 m      |      | 1924 |
| Triple saut      | 13,65 m     |      | 1922 |